# 10138 Отаніхіросі
10138 Отаніхіросі (10138 Ohtanihiroshi) — астероїд головного поясу, відкритий 16 вересня 1993 року.
Тіссеранів параметр щодо Юпітера — 3,406.
Названо на честь Отані Хіросі (яп. おおたに・ひろし(大谷浩) о:тані хіросі)